# 海南岛国际电影节
海南岛国际电影节，简称“海影节”，是由海南省人民政府和中央广播电视总台主办的大型国际电影节，创办于2018年，一般于每年12月在海南省三亚市举行，包括电影展映、创投会、论坛、大师班、“金椰奖”评选等多个活动。

## 沿革
2018年4月13日，中共中央总书记习近平宣布建立“中国（海南）自由贸易试验区”，同时逐步把海南岛建设为中国特色自由贸易港，《中共中央、国务院关于支持海南全面深化改革开放的指导意见》提出设立国际电影节。2018年12月9日至16日，首届海南岛国际电影节在海南省三亚市海棠湾举办，香港影星成龙担任形象大使。

## 奖项
电影节设下列奖项：
1. 金椰奖最佳影片
2. 金椰奖最佳导演
3. 金椰奖最佳编剧
4. 金椰奖最佳男演员
5. 金椰奖最佳女演员
6. 金椰奖最佳技术
7. 金椰奖最佳儿童片
8. 金椰奖最佳纪录片
9. 金椰奖最佳短片
10. 金椰奖组委会特别奖
11. 金椰奖评委会大奖

## 歷屆得獎結果
- 第2届海南岛国际电影节